# Jan I van Blois
Jan I van Blois (? - Chambord, 5 mei 1280) was van 1241 tot 1280 graaf van Blois en Dunois en van 1244 tot 1280 heer van Avesnes.

## Levensloop
Jan I was de oudste zoon van graaf Hugo V van Saint-Pol en gravin Maria van Blois. In 1254 huwde hij met Alix van Bretagne (1243-1288), dochter van hertog Jan I van Bretagne. Ze kregen een dochter Johanna (1258-1292). 
In 1241 volgde hij zijn overleden moeder op als graaf van Blois. Drie jaar later, in 1244, erfde hij de heerlijkheid Avesnes van zijn grootvader langs moederkant Wouter II van Avesnes. Na de dood van zijn nicht Isabella van Amboise in 1256 erfde hij eveneens het graafschap Chartres. Het graafschap Chartres stond hij in 1278 af aan zijn dochter Johanna, die na zijn dood in 1280 ook het graafschap Blois en de heerlijkheid Avesnes zou erven. 
Tijdens zijn bewind stichtte Jan samen met zijn echtgenote meerdere religieuze instanties. In 1270 werd hij benoemd tot luitenant-generaal van Frankrijk.

## Voorouders
| Voorouders van Jan I van Blois (-1280) | Voorouders van Jan I van Blois (-1280)                                     | Voorouders van Jan I van Blois (-1280)                                     | Voorouders van Jan I van Blois (-1280)                                     | Voorouders van Jan I van Blois (-1280)                                     | Voorouders van Jan I van Blois (-1280)                           | Voorouders van Jan I van Blois (-1280)                           | Voorouders van Jan I van Blois (-1280)                            | Voorouders van Jan I van Blois (-1280)                            |
| -------------------------------------- | -------------------------------------------------------------------------- | -------------------------------------------------------------------------- | -------------------------------------------------------------------------- | -------------------------------------------------------------------------- | ---------------------------------------------------------------- | ---------------------------------------------------------------- | ----------------------------------------------------------------- | ----------------------------------------------------------------- |
| Overgrootouders                        | Gwijde II van Châtillon (1138-1173) ∞ 1160 Adelheid van Dreux (1136-1182)  | Gwijde II van Châtillon (1138-1173) ∞ 1160 Adelheid van Dreux (1136-1182)  | Hugo IV van Saint-Pol (1135-1200) ∞ Yolande van Henegouwen (1131-1202)     | Hugo IV van Saint-Pol (1135-1200) ∞ Yolande van Henegouwen (1131-1202)     | Jacob van Avesnes (±1150–1191) ∞ Adela van Guise (±1150–1207)    | Jacob van Avesnes (±1150–1191) ∞ Adela van Guise (±1150–1207)    | Theobald V van Blois (1130-1191) ∞ Adelheid van Blois (1150-1198) | Theobald V van Blois (1130-1191) ∞ Adelheid van Blois (1150-1198) |
| Grootouders                            | Wouter III van Châtillon (1166-1219) ∞ Elisabeth van Saint-Pol (1179-1240) | Wouter III van Châtillon (1166-1219) ∞ Elisabeth van Saint-Pol (1179-1240) | Wouter III van Châtillon (1166-1219) ∞ Elisabeth van Saint-Pol (1179-1240) | Wouter III van Châtillon (1166-1219) ∞ Elisabeth van Saint-Pol (1179-1240) | Wouter II van Avesnes (-1246) ∞ Margaretha van Blois (1170-1230) | Wouter II van Avesnes (-1246) ∞ Margaretha van Blois (1170-1230) | Wouter II van Avesnes (-1246) ∞ Margaretha van Blois (1170-1230)  | Wouter II van Avesnes (-1246) ∞ Margaretha van Blois (1170-1230)  |
| Ouders                                 | Hugo V van Saint-Pol (1197-1248) ∞ Maria van Blois (1205-1241)             | Hugo V van Saint-Pol (1197-1248) ∞ Maria van Blois (1205-1241)             | Hugo V van Saint-Pol (1197-1248) ∞ Maria van Blois (1205-1241)             | Hugo V van Saint-Pol (1197-1248) ∞ Maria van Blois (1205-1241)             | Hugo V van Saint-Pol (1197-1248) ∞ Maria van Blois (1205-1241)   | Hugo V van Saint-Pol (1197-1248) ∞ Maria van Blois (1205-1241)   | Hugo V van Saint-Pol (1197-1248) ∞ Maria van Blois (1205-1241)    | Hugo V van Saint-Pol (1197-1248) ∞ Maria van Blois (1205-1241)    |